# Har Ramon
Har Ramon (hebreiska: הר רמון) är ett berg i Israel.   Det ligger i distriktet Södra distriktet, i den södra delen av landet. Toppen på Har Ramon är 1 037 meter över havet.
Terrängen runt Har Ramon är kuperad söderut, men norrut är den platt. Har Ramon är den högsta punkten i trakten. Runt Har Ramon är det ganska glesbefolkat, med 42 invånare per kvadratkilometer. Det finns inga samhällen i närheten. Trakten runt Har Ramon är ofruktbar med lite eller ingen växtlighet.